# Agathémerosz
Agathémerosz  (Ἀγαθήμερος) (i. e. 3. század) görög földrajzi író
A neve alatt ránk maradt munka három részből áll, ezek közül csupán az első az, amelyik minden bizonnyal az ő műve. Ez a legértékesebb rész: foglalkozik Anaximandrosz, Hekataiosz, Démokritosz, Eudoxosz és Kratész térképeivel, azután a tengerről és a szárazföldről, majd az Égei-tenger szigeteiről értekezik.